# Stenen Molen (Kessel)
De Stenen Molen of Molen Keersmaekers is een windmolenrestant in de tot de Antwerpse gemeente Nijlen behorende plaats Kessel, gelegen aan de Oude Bevelsesteenweg 21.
Deze ronde stenen molen van het type beltmolen fungeerde als korenmolen.

## Geschiedenis
De Stenen Molen werd opgericht in 1831 en diende aanvankelijk niet alleen als korenmolen maar ook als schorsmolen. In 1919 werden, bij een storm, de kap en het wiekenkruis vernield. In 1945 werd de molenromp zwaar beschadigd door een Duitse raket. Er zijn nog inslaggaten te zien.
De molenbelt werd afgegraven.
In 2015 werd toestemming verleend om de molenromp te integreren in een woningcomplex, waarbij deze romp werd gerestaureerd en wit geschilderd. In de romp werd woonruimte gerealiseerd en de benedenruimte werd als gemeenschapsruimte ingericht.
- Inventaris van het Bouwkundig Erfgoed (Vlaanderen): 3162